# Glottern
För sjöarna i Kolmården, se Nedre Glottern och Övre Glottern.
Glottern är en sjö i Kinda kommun i Östergötland och ingår i Motala ströms huvudavrinningsområde.